# Космізм
Космі́зм (від грец. κόσμος — організований світ, або грец. κόσμα — прикраса) — філософсько-культурна течія та світогляд, які сформувалися головним чином у Російській імперії/СРСР на початку XX століття. В їхню основу покладено уявлення про космічне призначення людини, необхідність існування і всебічного розвитку людства для впорядкування і розвитку Всесвіту. Під космізмом розуміються також і всі філософські течії, які розглядають взаємовплив космосу і людини. В такому контексті космізмом є численні вчення від Платона до Соловйова.
Російсько-український космізм (усталена назва — «російський космізм») став однією з основ сучасного трансгуманізму. Його засновником вважається російський релігійний мислитель і філософ-футуролог Микола Федоров. В рамках російського космізму виділяються два напрями: атеїстичний та християнський.

## Історія
Одним з найяскравіших представників космізму і його зачинатилем вважається Микола Федорович Федоров (1829—1903). У своїй роботі «Філософія спільної справи» він виклав ідею необхідності втручання людини для подальшого існування Всесвіту. За цією роботою, у Всесвіті переважає хаос, який веде до руйнування. Зупинити цей процес можна, перетворюючи світ на основі з'єднання науки і релігійної віри, подолання «небратських» відносини між людьми, об'єднання їх навколо проекту «Спільної Справи». Після спасіння людства Ісусом Христом, подальший його порятунок від деградації та розвиток у визначальну світову силу лежить на самих людях. Вирішення цієї задачі передбачає наукове керування природою (регуляція клімату, використання сонячної енергії замість вугілля і нафти, перетворення Землі на автономну систему, незалежну від Сонця), подолання обмежень в часі й просторі та досягнення безсмертя. Федоров висловив ідею щодо можливості воскресіння всіх коли-небудь померлих людей на основі використання наукових досягнень. Всі воскреслі, маючи вічне життя, з часом отримають повноту буття, досягнувши вершин мистецтва, науки і моралі. Вони будуть розселені Всесвітом і будуть добровільно трудитися, усвідомлюючи свої обов'язки щодо впорядкування Всесвіту і завершення його творення. Вчення Федорова високо оцінювали Лев Толстой, Федір Достоєвський. Володимир Соловйов назвав вчення Федорова першим кроком до «практичного християнства».
Продовжувачем ідей космізму став Костянтин Ціолковський (1857—1935). Він вважав, що прагнення людей вийти в космос і заселити його об'єднає і примирить усі країни. В його працях існують думки про космос як живе, одухотворене ціле, населене високорозвиненими живими істотами, яким в процесі біологічної та технічної еволюції врешті стануть і люди. Ціолковський роздумував над еволюцією людини, прогнозуючи перетворення її в далекому майбутньому на істоту, яка отримуватиме енергію безпосередньо від зірок, поглинаючи світло своїм тілом. За Ціолковським жива і нежива матерія єдині та керуються волею, яка знаходиться поза Всесвітом. Але людина може опанувати Всесвітом і отримати його у власне розпорядження.
Іншим відомим представником є Володимир Вернадський (1863—1945). Він розробив теорію біосфери як сукупності живої речовини, що покриває Землю. Введення поняття живої речовини дало природничу основу для вивчення життя, що розуміється ним як космічне явище. Вернадський зробив висновок про зародження ноосфери — нового стану біосфери, сфери розуму, де природа і людина розвиваються нерозривно і одночасно. Людина як результат неусвідомленої еволюції постає одночасно і початком еволюції свідомої, де провідну роль відіграють наука, штучні споруди, мистецтво.
Своєрідне бачення космізму було в англійського філософа і фантаста Олафа Стейплдона (1886—1950). Стейплдон стверджував, що сам по собі Всесвіт є байдужим і холодним щодо людини і розуму загалом. Задача людей — поклонятися світовому духу як єдності всього сущого, проявляти любов і взаємодопомогу, щоб наповнити його розумним, людським сенсом. Творча сила такого духу буде протистояти холодній байдужості Всесвіту. Стейплдон виходив з агностичних позицій щодо пізнання Всесвіту, його природи, не заперечуючи існування Бога, але не ототожнюючи його зі світовим духом.
Значний внесок у розвиток космізму вніс російський мислитель і фантаст Іван Єфремов (1908—1972). У його численних літературних працях багато уваги приділено суспільній проблематиці, соціальному ідеалу. Людина для Єфремова — справжній мікрокосмос. Суспільство — єдність, що пройшла тривалий час розвитку, шлях спроб і помилок. Людина підкоряється як природним так і власним, суспільним законам. Закон міри, «леза бритви» притаманний не тільки людській еволюції, а й внутрішньому світу людини, неживій природі, розвитку всього Всесвіту. З цього Єфремов виводить тезу про апріорну схожість у загальних рисах розумного життя у Космосі. Дійсно гармонійний, комуністичний розум, на його думку, прагне до єднання зі своїми зоряними побратимами у Всесвіті.
Філософія космізму не була чужа і для матеріалістичної традиції. Так, у неопублікованій за життя праці російського совєцького філософа-марксиста Евальда Ільєнкова (1924—1979) «Космологія духу» містилася ціла світоглядна концепція зв'язку космосу і розуму, людини і Всесвіту. Згідно Ільєнкова, мислення є невід'ємним атрибутом матерії. Мислення, як атрибут, незнищенне (зникнення мислення в одному місці не означає зникнення його як атрибуту). Космос рано чи пізно втратить усю свою променисту енергію, що випромінюють незліченні зорі у мільярдах галактик. В далекому майбутньому Всесвіт підійде до межі теплової смерті. Місія людства, яке на той момент стане справді космічною силою — відтворити новий Всесвіт чи повернути частину старого Всесвіту до первісного розжареного стану. Цей перехід буде здійснений шляхом колосального всесвітнього штучного вибуху, який знищить і саму людську цивілізацію. Цим глобальним суїцидальним актом мисляча матерія запустить черговий цикл утворення зір, галактик, життя і розуму.

## Космічні концепції українських філософів
Вважається, що в українській філософії ідеї космізму в його широкому сенсі вперше висловлював Григорій Сковорода. Спираючись на народний епос та філософські ідеї Відродження, він створив вчення про єдність Великого космосу та людини. Оскільки в людині діють ті ж самі закони, що і в макрокосмосі, Всесвіт може бути пізнаний через пізнання людини.
За Вернадським, Всесвіт можливо зрозуміти тільки шляхом синтезу всіх природничих наук. Він закликав розглядати життя як елемент еволюції цілісного Космосу. Людство у космологічній концепції Вернадського розглядається як частина біосфери, що активно на неї впливає. Розроблена ним ідея переростання біосфери у ноосферу вінчає концепцію еволюції матерії у Всесвіті, оскільки дає пояснення процесу виникнення людської свідомості у процесі біоеволюції. Сама ж вона, на його думку, стає особливим фактором подальшої еволюції Космосу, коли її значення в ній з плином часу неухильно зростає.
Ідеї космізму Вернадського продовжував розвивати український біолог Микола Холодний, який вважав, що людина є невід'ємною частиною космосу, яка підкоряється його законам. Він ввів до наукового обігу новий термін «антропокосмізм» — взаємне пізнання космосу і людини, навіть без можливості його практичного застосування. На його думку, в людині жива природа досягла того ступеня еволюції, на якому в її житті і подальшому розвитку починають набувати панівне значення розум, свобода волі та моральні ідеали. Завдяки цим своїм якостям людина сама стає одним з чинників подальшої еволюції природи.
До концепції ноосфери звертався й український фантаст та філософ Олесь Бердник, для якого людина була космічною істотою. Згідно Бердника, у нашій всепланетній ноосфері матрицюються інтелектуальні й чуттєві надбання віків. У творах Бердника життя людини не є кінечним, а включене в нескінченність Всесвіту. У Всесвіті відсутній кінець будь-чому, тому не може бути й кінця людині. Розум (дух у термінології Бердника) сформований не тілесним началом, а космічним. Структура Всесвіту як цілого і суть людського єства — тотожні. Безмір (нескінченність) і розум — єдині в своїй основі. Людина — не просте віддзеркалення природних процесів, а живе утворення Всесвіту, якій слід активізуватися через власне волевиявлення. Людина має своє космічне призначення. Її майбуття — у трансгуманістичному єднанні з собі подібними та Безміром, який є актом дійсної Любові.
В останні роки також розвивається матеріалістична складова космізму. Так, Микола Гриценко запропонував власну концепцію розвитку матерії у Всесвіті, що проходить поетапно кілька інтеграційних рівнів. Людство, переходячи етап постлюдини (відмова від тілесності, злиття зі штучним інтелектом, наноструктура носіїв) стає Мегаособистістю. Розумна єдність (надособистість) буде шукати таких же надрозумів у Всесвіті. У підсумку Всесвіт буде опанований об'єднаним Розумом. Саме такий Розум може протистояти вселенській ентропії.

## Космізм у фантастиці
- «Останні і перші люди», «Творець зірок», «Творець туманності» Олафа Стейплдона;
- «Аргонавти Всесвіту», «Поема анабіозу» та ряд віршів Олександра Ярославського;
- «Туманність Андромеди», «Година бика», «Серце змії», «Лезо бритви» Івана Єфремова;
- оповідання «Порт кам'яних бур» Генріха Альтова;
- «Ми - з Сонячної системи» Георгія Гуревича;
- трилогія «Люди як боги» Сергія Снєгова;
- дилогія «Смертоплавці» та «Захист ембріона» Андрія Дмитрука.

## Виноски
1. ↑  Турчин, Алексей (2013). Футурология. XXI век: бессмертие или глобальная катастрофа? (російська) . Москва: БИНОМ. Лаборатория знаний.
2. ↑  Н, Хабибуллина З. (23 березня 2015). Русский космизм (рос.). Directmedia. с. 13. ISBN 9785447536619.
3. ↑  OLAF STAPLEDON. Beyond the «Isms». V. The Upshot [Архівовано 6 жовтня 2018 у Wayback Machine.](англ.)
4. ↑  Смирнов Н. Космизм Ивана Ефремова [Архівовано 6 жовтня 2018 у Wayback Machine.](рос.)
5. ↑  Мареев С. Н. Встреча с философом Э.Ильенковым. Изд. 2-е, доп. — М.: Эребус, 1997. — С. 175—190.
6. ↑  Л.Г. Дротянко – Український контекст філософії космізму. www.myslenedrevo.com.ua. Архів оригіналу за 7 травня 2016. Процитовано 18 лютого 2016.
7. ↑  Ільїн В. Олесь Бердник — вічна сила духовності // Бердник О. Вибрані твори. — К.: Книга, 2007. — С. 9-13.
8. ↑  Гриценко М. М. Інтеграція як умова прогресу. Діалектика інтеграції / М. М. Гриценко [Архівовано 6 жовтня 2018 у Wayback Machine.] // Філософія і політологія в контексті сучасної культури. — 2017. — № 4. — С. 124—125.